# Lee Bontecou
Lee Bontecou foi uma artista norte-americana cujas esculturas, pinturas e desenhos revolucionaram a arte do pós-guerra com sua estética de poder, profundidade e ambiguidade. Com um estilo característico que mescla elementos industriais e orgânicos, Bontecou se destacou principalmente por suas esculturas em relevo, feitas a partir de materiais industriais como metal e lona, criando obras que pareciam explorar uma nova linguagem de agressividade e fragilidade. Sua arte é um testemunho de como as influências da tecnologia, guerra e paisagens cósmicas podem ser expressas por meio de formas tridimensionais que desafiam as noções tradicionais de beleza.

## Primeiros Anos e Influências
Nascida em Providence, Rhode Island, Bontecou cresceu durante um período marcado pela Segunda Guerra Mundial e pelo desenvolvimento da tecnologia e da corrida espacial. Sua infância foi marcada pelo contato com motores e maquinário, especialmente em visitas ao estaleiro onde seu pai trabalhava, o que instigou seu interesse por mecanismos e materiais industriais. Nos anos 1950, ela estudou no Art Students League, em Nova York, onde desenvolveu uma abordagem experimental com materiais. Foi durante uma viagem à Itália que ela aprendeu a soldar, uma técnica que usaria extensivamente em sua obra para criar estruturas de aço e outras peças complexas.

## Obras em Relevo e Materiais
As esculturas mais famosas de Bontecou, criadas na década de 1960, são obras de parede que combinam lona, aço, arame e metal, que ela encontrou em ferros-velhos e fábricas. Essas esculturas, muitas vezes apresentadas em tons de preto e marrom escuro, são caracterizadas por suas formas circulares que lembram bocas ou crateras, emitindo uma sensação de ameaça ou mistério. Essas aberturas escuras nas esculturas de Bontecou são interpretadas como portais, tanto para o exterior quanto para o interior, onde o vazio exerce uma atração ao mesmo tempo fascinante e assustadora.
A abordagem de Bontecou para os materiais era altamente inovadora. Ela unia pedaços de lona queimados ou manchados e costurava essas peças de forma que as texturas ficavam salientes. Além disso, suas soldas e estruturas de arame conferem a suas esculturas uma qualidade áspera e inacabada, desafiando a suavidade e perfeição que eram comuns na arte minimalista de sua época. Com isso, Bontecou estabeleceu uma estética própria que refletia tanto o dinamismo e a destruição da era moderna quanto a beleza primordial das formas naturais.

## Temas e Significados
A obra de Bontecou é muitas vezes associada a temas de guerra, natureza, tecnologia e espaço. Durante os anos 1960, um período marcado pela Guerra Fria e pela corrida espacial, o trabalho de Bontecou foi visto como um reflexo das ansiedades do tempo, incluindo o medo da aniquilação nuclear e o fascínio pelo cosmos. Suas esculturas, com suas crateras e aberturas escuras, lembram buracos negros e vastos espaços desconhecidos, evocando o mistério e a incerteza que cercavam o progresso científico e os conflitos globais. Além disso, o caráter agressivo e brutal de suas obras parece ressoar com a destruição e violência latente do período, explorando as relações entre tecnologia e natureza, humanidade e destruição.
Outro aspecto importante em sua obra é a ideia de que suas esculturas são símbolos de metamorfose e de ciclos de vida e morte. Muitas de suas criações são híbridos entre o artificial e o orgânico, como se fossem máquinas vivas, pulsando e mutáveis. Bontecou explorava o que ela chamava de "formas do desconhecido" — formas que não remetiam a algo reconhecível, mas que, ainda assim, causavam uma reação visceral, algo entre o familiar e o estranho.

## Influência e Legado
A obra de Lee Bontecou teve um impacto duradouro na arte contemporânea. Na década de 1970, ela retirou-se em grande parte do cenário artístico, mudando-se para uma área rural da Pensilvânia, onde continuou a trabalhar longe dos holofotes. Seu "exílio" do mundo da arte adicionou uma aura de mistério em torno dela, aumentando o fascínio por seu trabalho. Na década de 1990, Bontecou retornou com exposições de suas obras, revelando sua continuidade criativa e o poder de sua linguagem visual.
Bontecou desafiou as expectativas de gênero e estética que prevaleciam nos anos 1960, quando as mulheres ainda enfrentavam preconceitos no mundo da arte. Em um cenário dominado por artistas masculinos minimalistas e abstratos, sua obra representava um grito primal, uma representação de formas profundas e obscuras que conectavam o espectador a questões existenciais. Suas contribuições inspiraram artistas que exploram o uso não convencional de materiais e temas que atravessam o existencial e o cósmico, como Anselm Kiefer e Eva Hesse, além de influenciar diretamente movimentos como a arte povera e a arte conceitual.
Suas obras estão presentes em coleções permanentes de museus renomados, incluindo o Museum of Modern Art (MoMA) em Nova York e o Art Institute of Chicago, consolidando sua importância na história da arte. Bontecou é celebrada como uma artista que soube explorar as profundezas da forma e do conteúdo, oferecendo uma experiência visual que reflete tanto a inquietude de seu tempo quanto questões universais de mistério e transformação.